# Girl A
Girl A (auch Child A) – englisch für Mädchen A bzw. Kind A – ist der Deckname eines Opfers der Rochdale Sex Trafficking Gang. Unter dem Titel „Girl A: The truth about the Rochdale sex ring by the victim who stopped them“ erschien im Oktober 2013 eine Autobiografie des jahrelang sexuell missbrauchten Mädchens. Girl A brachte Ermittlungen gegen eine ganze Gruppe von Männern in Gang, von denen einige später rechtskräftig verurteilt wurden. Ein im August 2014 veröffentlichter Untersuchungsbericht zum Missbrauchsskandal von Rotherham schätzte, dass in Rotherham zwischen 1997 und 2013 etwa 1400 Kinder Opfer sexueller Ausbeutung wurden.

## Hintergrund
Girl A geriet 2007 als 14-Jährige in die Fänge einer Gruppe von mindestens 12 Männern. Ein Schnellimbiss in Rochdale (nahe Manchester, England) diente als Köder. Dort bot zunächst der Leiter der Gang, Sabir Ahmed, dem Mädchen und dessen Freundin über mehrere Wochen Alkohol und kostenloses Essen an. Er war Mitte 50 und nannte sich „Daddy“. Girl A hatte Probleme im Elternhaus und in der Schule, wenig Geld, eine Affinität zu Alkohol und fiel auf die Freundlichkeit herein. Sie wurde ab 2008, wie mindestens 46 andere Mädchen über mehrere Jahre zwischen Familien von Sabir Ahmed und seinen Freunden herumgereicht und systematisch, häufig mehrmals täglich von mehreren Männern missbraucht. Ein Verfahrensmuster der Täter dabei war das „Grooming“. So zitiert Girl A in der Autobiografie ihren ersten Vergewaltiger: „Das ist Teil unseres Deals! Ich schenke dir Sachen, ich kaufe dir Wodka. Jetzt bist du dran, mir etwas zu geben.“
Als Schlüsselfigur diente den Männern ein Mädchen, das selbst ihr Opfer war und bereits mit 15 Jahren anfing, sozial labile Minderjährige unter Androhung von Gewalt an die Gruppe zu vermitteln. In dem Buch heißt diese Person „The Honey Monster“ (das Honigmonster), in Anspielung auf den „Honey Pot“ – die Anlaufstelle in dem Schnellrestaurant. Das „Honey Monster“ kassierte typischerweise Beträge von 20 bis 50 englischen Pfund von "Girl A's" Vergewaltigern und gab das Geld an „Daddy“ weiter. Sie drohte den Mädchen Gewalt an, wenn sie sich widersetzten. Sabir Ahmed und andere Mitglieder der Gang drohten ihr, sie umzubringen, wenn sie sie verriete.

## Unterlassene Hilfe
Sowohl die Schule als auch der Vater wandten sich an die sozialen Dienste von Rochdale. Sie halfen dem Kind aber nicht, sondern argumentierten, Girl A habe sich freiwillig für ein Leben als Prostituierte entschieden. Bei einer polizeilichen Vernehmung (Girl A hatte die Theke des Restaurants beschädigt) erzählte die 15-Jährige von dem Missbrauch, den sie durchlitt. Die Polizei ging den Anschuldigungen jedoch nicht weiter nach. Dabei spielten zwei Motive eine Rolle: Mädchen mit einem Alkoholproblem glaubte man nicht; und man wollte nicht den Anschein erwecken, islamfeindlich vorzugehen. Erst nach einem weiteren Hilferuf, zusammen mit vier anderen Mädchen, nahm die Polizei den Kern der Gruppe fest.

## Gerichtsverhandlung
Der Fall kam 2012 vor Gericht und war politisch aufgeladen, denn bis auf einen Angeklagten, der aus Afghanistan stammte, waren alle Männer Briten pakistanischer Herkunft. Der Prozess wurde von der britischen Öffentlichkeit kritisch betrachtet. Einige Beobachter wie Slavoj Žižek attestieren den Pakistani rassistische Motive, explizit weiße Mädchen missbraucht zu haben. Dabei habe der Alkohol eine wichtige Rolle gespielt – als im Islam verbotene Droge, die die Mädchen gefügig machte. Ein ähnliches Muster findet sich auch in weiteren Fällen in Mittel- und Nordengland (u. a. in Derby, Rotherham, Oxford und Telford), sowie in zahlreichen, vom Ausmaß kleineren Fällen. Entsprechend kam es vereinzelt zu islamfeindlichen Ausschreitungen. Das Gericht sprach am 8. Mai 2012 für die Gangmitglieder Freiheitsstrafen zwischen 4 und 19 Jahren aus.
Im Dezember 2013 erschien ein von der Polizei in Auftrag gegebener Untersuchungsbericht zu den kollektiven Vergewaltigungen in und um Rochdale, der von einem Versagen aller sozialen und behördlichen Anlaufstellen für die Mädchen spricht. Girl A und andere Opfer hatten Kontakt mit Ärzten, Krankenhäusern, Sozialarbeitern, Lehrern, der Polizei, aufgenommen, jedoch ging niemand auf ihr Leid ein. Der Report berichtet u. a. davon, dass die Ermittler in den Polizeidienststellen keinerlei Sensibilität für das Problem gehabt hätten; ein Polizist, bei dem Girl A vorsprach, gähnte vor Langeweile.